# Gabriel Moiselet
 (décembre 2014).
Si vous disposez d'ouvrages ou d'articles de référence ou si vous connaissez des sites web de qualité traitant du thème abordé ici, merci de compléter l'article en donnant les références utiles à sa vérifiabilité et en les liant à la section « Notes et références ».
Gabriel Moiselet, né le 5 novembre 1885 au Puy-en-Velay (Haute-Loire) et mort le 10 février 1961 à Paris, est un peintre et affichiste français.

## Biographie
Né au no 34 faubourg Saint-Jean au Puy-en-Velay, Gabriel Moiselet est le fils d'Hippolyte Moiselet et de son épouse Marie-Rosa Antonie Donnat, tous les deux fabricants de dentelles. Son grand-père Louis Moiselet fut architecte à la ville du Puy entre 1825 et 1854. Ses oncles furent architectes et peintres en décors. Son père accepte qu'il soit peintre mais à la condition d'enseigner afin de se garantir un revenu.
Gabriel Moiselet étudie à l'école municipale des beaux-arts de la ville du Puy dans l'atelier de l'architecte Achille Proy (1864-1944), entre 1900 et 1905 et remporte le prix Crozatier le 3 juillet 1905. puis entre 1906 et 1914, intègre les ateliers de Jean-Paul Laurens, ainsi que ceux de Luc-Olivier Merson et de Raphaël Collin à l'École des beaux-arts de Paris. Il y récolte plusieurs prix.
Il est également professeur de dessin dans les lycées, profession qu'il exercera jusqu'à sa retraite. Il expose pour la première fois au Salon des artistes français de 1912. Il décore de nombreuses églises et bâtiments publics comme le palais de l'Aéronautique à l'Exposition universelle de 1937, ce qui lui vaudra une médaille d'argent. Il expose au Salon d'hiver en 1946, 1947 et 1948. Il est alors domicilié au 126, rue d'Alésia à Paris.
Gabriel Moiselet est nommé chevalier de la Légion d'honneur en 1936.

## Œuvres

### Œuvres dans les collections publiques
- Le Plessis-Robinson, salle des fêtes : Histoire de la danse et Histoire du Vrai Arbre, 1959.
- Le Puy-en-Velay, musée Crozatier :
  - Le Puy-en-Velay ;
  - Portrait du sculpteur Marius Barthélèmy, 1908, huile sur toile.
- Vaux-devant-Damloup, chapelle Saint-Philippe-Saint-Jacques : peinture murale, après 1933.
- Verdun, chapelle Saint-Joseph : décorations, 1928.

### Œuvres non localisées
- Portrait de femme, 1925[3].

## Récompenses
- Concours Sturler (esquisse à deux degrés).
- Prix Rougevin (figure dessinée d'après nature).
- Prix Jauvin d'Attainville (paysage).

## Expositions
- Exposition coloniale internationale de Paris, 1931 :
  - palais de l'Aéronautique : La Traversée de l'Atlantique nord, commande du ministère de l'Air ;
  - Palais de l'Éducation nationale : L'Activité dans les écoles supérieures de jeunes filles ;
  - Comité olympique.
- Exposition internationale des arts et techniques dans la vie moderne à Paris du 25 mai au 25 novembre 1937, pavillon du Massif-Central : dioramas du Velay et deux peintures murales, La Dentelle, parure de femme et La Joie de vivre, récompensées par une médaille d'or.